# Пырвулеску, Константин
Константи́н Пырвуле́ску (рум. Constantin Pârvulescu; 10 ноября 1895, Вылча — 11 июля 1992) — румынский политический деятель, один из основателей и член Политбюро Коммунистической партии Румынии, активный критик политики Николае Чаушеску.

## Биография
Родился в деревне Олэнешти (ныне жудец Вылча) на юге Румынии в семье рабочего, был одним из семи сыновей в семье.
Работал слесарем и механиком-наладчиком. В 1912 году начал посещать кружки социал-демократов. При невыясненных обстоятельствах он оказался на территории Украины, где с 1919 по 1921 год был добровольцем в рядах Красной армии.
С 1921 года являлся членом Коммунистической партии Румынии, был одним из её основателей и председателем Центральной ревизионной комиссии. Окончил партийную школу в Москве в 1926 году, затем работал слесарем на Московском моторостроительном и авиационном заводе до 1929 гола.
После 12 лет отсутствия в Румынии он вернулся в качестве первого секретаря Бессарабско-Кишиневского обкома (1929-1931), в начале 1930-х активно занимался партийной деятельностью. В 1934 году был заочно приговорён к 10 годам тюрьмы за участие в организации «красных профсоюзов» и арестован год спустя в Праге, позднее приговор был смягчён.
В 1941 году стал членом Секретариата партии, возглавляемого Штефаном Форишем, но когда вступил с последним в спор, его отстранили от должности и принудили к «самокритике» (1943). С 1945 года входил в ЦК партии, с 1952 года являлся членом Политбюро.
В 1948—1949 и 1953—1961 годах являлся председателем парламента — Великого национального собрания Румынии.
В ноябре 1979 года на 12-м съезде Коммунистической партии Румынии он выступил против переизбрания Николае Чаушеску, указав, что тот ставит личные интересы выше интересов партии и страны. Он обвинил съезд в игнорировании действительных проблем страны и культе личности Чаушеску. Пырвулеску был изгнан из зала, лишён мандата делегата съезда и помещён под строгий надзор и домашний арест. 16 декабря 1980 года он был исключён из партии единогласным решением членов ЦК.
В марте 1989 года вместе с пятью другими левыми диссидентами (Георге Апостолом, Александру Бырлэдяну, Григоре Речяну, Корнелиу Мэнеску и Силвиу Бруканом) опубликовал открытое письмо, известное также как «Письмо шести». Этот документ содержал критику политики Чаушеску и был распространён радиостанциями Радио Свободная Европа и Голос Америки. Подписавшие были арестованы спецслужбой Секуритате и впоследствии отправлены в ссылку.
После Румынской революции состоял в Социалистической партии труда, был её почётным председателем.

## Награды
- Орден Ленина (28 октября 1967 года, СССР) — за активное участие в Великой Октябрьской социалистической революции, гражданской войне и установлении Советской  власти в 1917—1922 гг. и в связи с 50-летием Великого Октября[2]